# Gadžin Han (općina)
Gadžin Han (općina) (ćirilično: Општина Гаџин Хан) je općina u Nišavskom okrugu u Srbiji. Središte općine je grad Gadžin Han.

## Stanovništvo
Prema popisu stanovništva iz 2002. godine općina je imala 10.464 stanovnika. Po podacima iz 2004. godine prirodni priraštaj je iznosio -17,4 ‰, a broj zaposlenih u općini iznosi 3.560ljudi. U općini se nalazi 20 osnovna s 557 učenikom i nema srednjih škola.

## Administrativna podjela
Općina Velika Plana podjeljena je na 34 naselja jedan grad i 33 naselje.

### Gradovi
- Gadžin Han

### Naselja
| - Veliki Vrtop, - Veliki Krčimir, - Vilandrica, - Gare, - Gornje Vlase, - Gornje Dragovlje, - Gornji Barbeš, - Gornji Dušnik, - Grkinja, - Donje Dragovlje, - Donji Barbeš, - Donji Dušnik, - Duga Poljana, - Dukat, - Jagličje, - Kaletinac, - Koprivnica, | - Krastavče, - Ličje, - Mali Vrtop, - Mali Krčimir, - Marina Kutina, - Miljkovac, - Novo Selo, - Ovsinjinac, - Ravna Dubrava, - Semče, - Sopotnica, - Taskovići, - Toponica, - Ćelije, - Čagrovac, - Šebet |